# Bisdom Ensenada
Het bisdom Ensenada (Latijn: Dioecesis Sinuensis) is een rooms-katholiek bisdom met als zetel Ensenada, in Mexico. Het bisdom is suffragaan aan het aartsbisdom Tijuana. 

## Geschiedenis
Het bisdom werd opgericht op 26 januari 2007, uit delen van het bisdom Mexicali en het aartsbisdom Tijuana.

## Parochies
Het bisdom had in 2021 een oppervlakte van 52.482 km2 en telde 557.430 inwoners waarvan 60,5% rooms-katholiek was.

## Bisschoppen
- Sigifredo Noriega Barceló (26 januari 2007 - 2 augustus 2012)
- Rafael Valdéz Torres (21 mei 2013 - heden)

Tijuana (aartsbisdom) · Ensenada · La Paz en la Baja California Sur · Mexicali